# 130Rの今宵も勘蔵野
130Rの今宵も勘蔵野（ひゃくさんじゅうあーるのこよいもかんくらの）は文化放送で1996年4月より1996年9月まで放送されたバラエティ番組である。
お笑いコンビ130Rの冠番組。その後、1997年3月まで放送された『130Rのおはよう Good Day』（ひゃくさんじゅうあーるのおはようぐっどでい）についても取り上げる。

## パーソナリティー
- 130R
  - 板尾創路
  - ほんこん（当時：蔵野孝洋）
- 沢口みき（当時：吉本興業所属）

## 放送時間
- 1996年4月 - 9月：毎週日曜25:30 - 26:00
- 1996年10月 - 1997年3月：毎週日曜8:30 - 9:00
- 不定期各月1回：日曜26:00 - 27:00

## 概要
- オープニングでは130Rの一週間の出来事（主に蔵野）を振り返る。その後お便りを紹介し、エンディング。
- 半年間続き、10月から深夜から朝の8時30分に移り、タイトルも「おはよう〜」に改名。蔵野と板尾が交代で話すようになった。後半に吉本の若手お笑い芸人1組が登場し、ネタと現在の売れていない状況と身の上話を話していた。スペシャルウィークには、テレビにレギュラー出演している芸人になる。
- 『おはよう〜』はスポンサーによみうりランドが入り、エンディングで「この後、どこ行きます?」と聞き「私はよみうりランドに。」「あっ。僕もよみうりランドに。」というのがお決まりだった。
- 1997年3月に『おはよう〜』も終了。再び26時からになり、『130R月1勘蔵野』（ひゃくさんじゅうあーるつきいちかんくらの）のタイトルで月1回になったが、1時間の枠になり、半年間6回ほど放送された。
- タイトル、ジングルともに蔵野が担当した。

## 使用楽曲
- ゴダイゴ「A GOOD DAY」（『おはよう〜』のエンディングテーマ）

| 文化放送 日曜25:30-26:00 | 文化放送 日曜25:30-26:00                     | 文化放送 日曜25:30-26:00                                |
| 前番組                   | 番組名                                       | 次番組                                                  |
| ------------------------ | -------------------------------------------- | ------------------------------------------------------- |
| -                        | 130Rの今宵も勘蔵野 （1996年4月 - 1996年9月） | 俊と由里と春菜のPC-FXクラブ （1996年10月 - 1996年12月） |